# بورگه ماتیسن
بورگه ماتیسن (انگلیسی: Børge Mathiesen؛ ۱۶ مه ۱۹۱۸ – ۲۵ دسامبر ۱۹۶۲) بازیکن فوتبال اهل دانمارک بود. او در تیم ملی فوتبال دانمارک ۱۱ بازی انجام داد و یک گل به ثمر رساند.